# محدبات الأسنان
محدبات الأسنان (الاسم العلمي: Hybodontiformes)، وهو مجموعة فرعية منقرضة من أسماك صفيحيات الخياشيم الغضروفية (أسماك القرش والورنكية والشفنينيات) التي كانت موجودة من العصر الديفوني حتى العصر الميوسيني. وهي تشكل مجموعة من أسماك القرش القريبة إلى القروش الحديثة، وهي مجموعة من أسماك القرش والشفنينيات الحديثة. وقد تم تسميتها محدبات الأسنان بسبب أشكال أسنانها المخروطية. وهي تؤلف مجموعة رئيسية من أسماك القرش الجوراسي في أوروبا وأمريكا الشمالية. وقد نجت من الانقراض حتى أواخر العصر الطباشيري، قد يكون السبب المنافسة من أسماك القرش الأخرى.